# Arn Würzburský
Arn Würzburský (německy Arn von Würzburg, * před rokem 855 – 13. července 892) byl biskup würzburské diecéze v letech 855–892, zemřel mučednickou smrtí v boji proti Slovanům a byl uctíván jako světec.

## Život
Arna do funkce biskupa würzburského v roce 855 jmenoval král Ludvík II. Němec. V roce jeho Intronizace vyhořela würzburská katedrála, kterou poté nechal přestavět na počest svatého Kiliána. Aktivně se účastnil říšských sněmů a synod.
Arn bojoval jako aktivní velitel armády. V roce 884 spolu bojoval společně s fríským markrabětem Jindřichem při obraně Saska před silným normanským vpádem. V roce 892 se vydal s Poppem, vévodou lužickosrbské marky, na neúspěšné tažení proti Čechám. Na zpáteční cestě byl Arn spolu se svými společníky zabit slovanskými jednotkami.

### Místo úmrtí
Místo, kde Arn zemřel mučednickou smrtí, není známo. Asi sto let po jeho smrti Dětmar Merseburský popsal, že se to stalo „in pago Chutizi“, tj. na území slovanského kmene Chuticů. Na místě mučednické smrti se prý ojevily podivné hvězdy. Okolní Slované tato světla považovali za duše mučedníků.
Existuje několik míst v Sasku, která se činí na nárok, že jsou místem Arnovy smrti. Většinou tomu tak je bez přesvědčivého odůvodnění či důkazu. Tyto domněnky vycházejí z výzkumů zejména z 19. století. Například pozdně středověký kamenný kříž u Klaffenbachu měl být vztyčen na místě, kde Arn zemřel.
Celkově ale převládá názor, že místo úmrtí se nachází v oblasti řek Kamenice nebo Čopavy. Tato oblast však byla neobydlená jak v době Arnovy smrti, tak v době působení Dětmara. Jiní místní badatelé se domnívají, že Arn využil jako cestu zpět nejvýhodnější průsmyk přes Krušné hory, Staročeskou stezku přes Most, Saydu, Oederan a Waldheim (přes dnešní okres okres Střední Sasko). To posiluje domněnku, že Arn byl pohřben v kostele Jacobi před zámkem Colditz, který se do dnešních dnů nedochoval. Později zhotovený Arnův náhrobek z rochlického porfyrového tufu, je v kostele sv. Jiljí v Koldicích.
Arn byl až do 18. století uctíván jako svatý.
Dalším možným místem spojeným s Arnovým úmrtím je oblast kolem Burgstädtu. V únor 2006 byl na okresní silnici mezi Herrenhaide a Taurou poblíž mostu přes železniční trať Chemnitz-Lipsko vztyčen pomník. Tento pomník připomíná kapli smíření, která měla být dle legendy postavena poblíž tohoto místa v roce 1250 na památku mučednické smrti biskupa Arna.